# Saint-Michel-de-Montjoie
Saint-Michel-de-Montjoie ist eine französische Gemeinde mit 344 Einwohnern (Stand: 1. Januar 2022) im Département Manche in der Region Normandie (vor 2016 Basse-Normandie). Sie gehört zum Arrondissement Avranches und zum Kanton Isigny-le-Buat. Die Einwohner werden Montois genannt.

## Geographie
Saint-Michel-de-Montjoie liegt etwa 26 Kilometer ostnordöstlich von Avranches. Umgeben wird Saint-Michel-de-Montjoie von den Nachbargemeinden Le Gast im Norden und Nordwesten, Champ-du-Boult im Norden und Nordosten, Gathemo im Osten, Perriers-en-Beauficel im Süden und Südosten, Lingeard im Süden sowie Saint-Pois im Westen und Südwesten.

## Bevölkerungsentwicklung
| Jahr                       | 1962 | 1968 | 1975 | 1982 | 1990 | 1999 | 2006 | 2018 |
| Einwohner                  | 788  | 756  | 642  | 504  | 462  | 371  | 348  | 321  |
| Quellen: Cassini und INSEE |      |      |      |      |      |      |      |      |

## Sport
Im Jahr 2025 führte die Tour de France auf der 6. Etappe durch die Gemeinde Saint-Michel-de-Montjoie. Auf der D39 wurde mit der Côte de Saint-Michel-de-Montjoie (331 m) eine Bergwertung der 3. Kategorie abgenommen. Insgesamt wies der Anstieg auf einer Länge von 3,7 Kilometern eine durchschnittliche Steigung von 4,5 % auf. Die Bergwertung sicherte sich der Ire Ben Healy.

## Sehenswürdigkeiten
- Kirche Saint-Michel aus dem 18. Jahrhundert

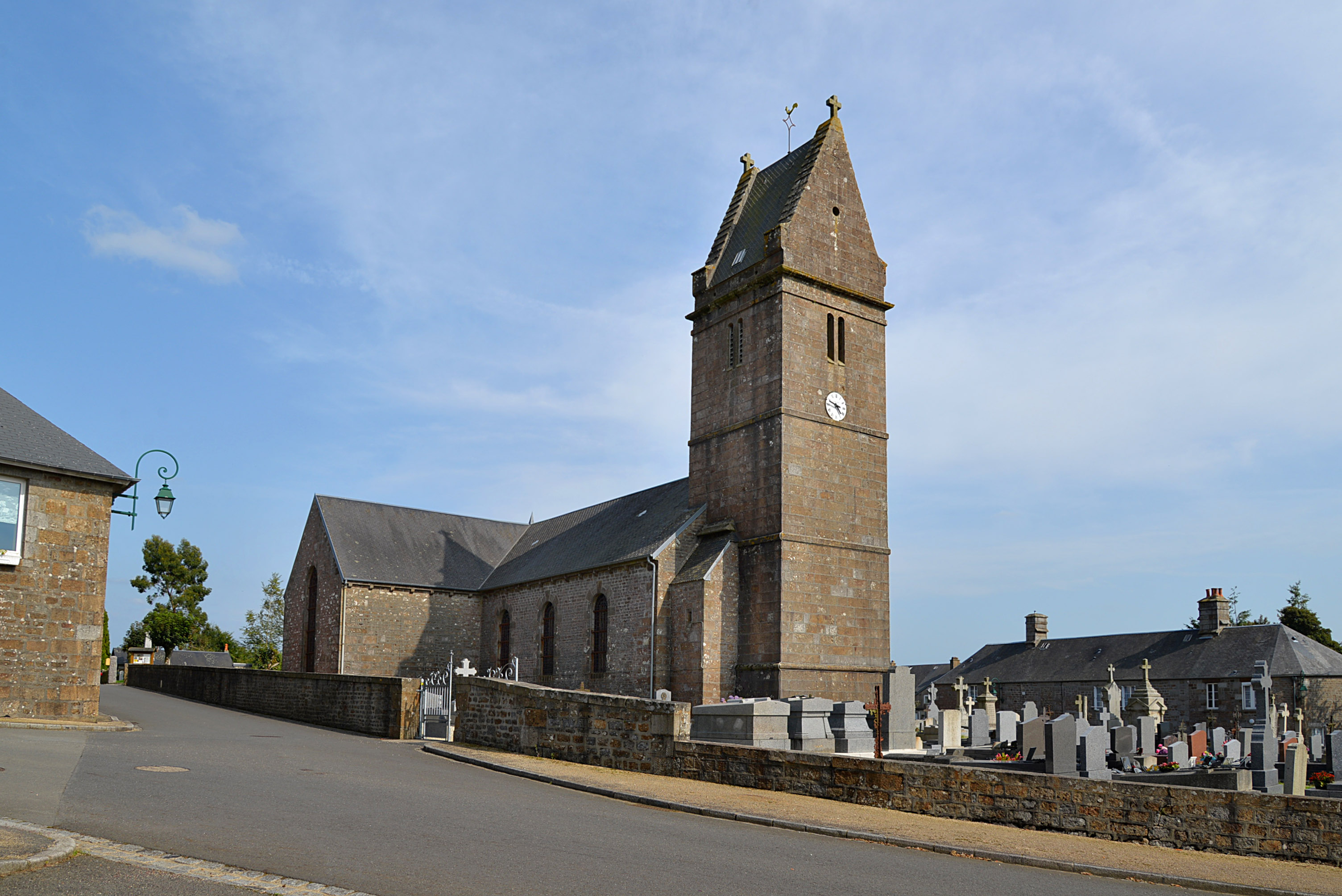
Kirche Saint-Michel

- Kapelle Les Nouettes